# Енгін Цецар
Енгін Цецар (тур. Engin Cezzar; 25 вересня 1935, Стамбул — 28 січня 2017, там само) — турецький режисер, актор театру, кіно та телебачення. Митець, який почав свою акторську кар'єру в міських театрах Стамбула з роллю «Гамлета», має звання наймолодшого актора в світі.  У 1962 році театральний колектив, заснований Цецаром, де він зіграв багато акторських ролей, його дружина Гюлріз Сурурі перейменувала, і тепер він носить  ім'я Цецара.

## Життєпис
Він народився в Стамбулі в 1935 році. Після початкової школи він продовжив освіту в Роберт-коледжі. Ще в Робертському коледжі він проявив великий інтерес до театру, та театральних вистав. В подальшому він навчався на театральному відділенні Єльського університету у США, та в театральній школі акторських студій. У 1958 році він зіграв головну роль у «Могильниці» Кафки, світова прем'єра якої відбулася в театрі Майстерні Піскатора. 
Він повернувся до Туреччини в 1959 році, в ролі «Гамлета» почав виступати в Стамбульському міському театрі. Здобувши репутацію цим виступом, Цецар отримав звання наймолодшого актора, який виконував роль Гамлета, а також став одним з найвитриваліших акторів, зігравши цю роль 169 разів. 
Він також працював у театрі Сезар Дормена, Кабаре страуса, Стамбульському державному театрі, Державному театрі Анталії. У 1961 році одружився з акторкою театру Гюлріз Сурурі . Разом зі своєю дружиною він заснував свій театр Гюлрізі Сурурі—Енґін Сезар. Їхні п'єси у цьому театрі включають «Тютюнова дорога», «Моя любов до шоколаду», «Гра розуму», «Отелло», «Кешанлі Алі Дестані», «Горобець із тротуару». Найпопулярнішими були постановки «Keşanlı Ali Destanı». Нарешті, він режисер «Айше Опереті», написаний Гюлріз Сурурі. 
Актор, який також грав у фільмах та телесеріалах, знімався у серіалі під назвою «Містер алкоголю» для ТРТ у 1985 році; У 1989 році він став режисером та продюсером телесеріалу «Тротуарний горобець»,за що отримав премію радіо-телебачення Sedat Sedat Simavi.
Цецар був нагороджений Спеціальною премією Afife Theatre Awards Muhsin Ertuğrul у 2003 році та Міжнародною премією Міжнародного театрального фестивалю в Стамбулі у 2008 році разом із дружиною Гюлрізі Сурурі за вагомий внесок у театральне мистецтво.
Цецар, який переніс інсульт у 2011 році, помер 28 січня 2017 року. Виконуючи його заповіт, тіло митця було поховано в Чаталджі.
Існує біографічна книга під назвою «Енгін Цецар, представленя».

## Деякі театральні постановки за участю актора
- Мистецтво відпалу дівчат (Ребекка Гілман; Театр Талімхане, 2008);
- На дні (Максим Горький; Стамбульський державний театр, 2002);
- Олово (Яшар Кемаль, Гюлріз Сурурі; Театр Енгіна Цецара);
- Кешанлі Алі Дестані (Халдун Танер, Гюлрізі Сурурі; театр Енгіна Цецара);
- Вуха Мідаса (Güngör Dilmen, Gülriz Sururi; Театр Енгіна Цезара);
- Ресторан живої мавпи (Güngör Dilmen, Gülriz Sururi; Театр Енгіна Цецара);
- Шинель (Микола Гоголь, Гюлріз Сурурі; театр Енгіна Цецара);
- Отелло (Вільям Шекспір; Стамбульський міський театр);
- Гамлет (Вільям Шекспір; Стамбульський міський театр).

## Режисерська діяльність
- Айше оперети (Muhlis Sabahattin, Галріс серер; Engin Cezzar театр, 2005);
- Гра в Ехназ (Turgut Özakman; Державний театр Бурси, 1998);
- Каді (Ülkü Tamer; Стамбульський державний театр, 1996);
- Сім жінок (Барбара Шоттенфельд; Стамбульський державний театр, 1992);
- Ідіот (Федір Достоєвський; Стамбульський державний театр, 1990);
- Світ брехні (вистава) (Халдун Танер, Умур Бугай, Ферхан Шенсой; Кабаре страуса, 1976);
- Світ брехні (вистава) (Халдун Танер, Зеки Алас, Умур Бугай, Ферхан Шенсой; Галріс серер — Страус Cabaret, 1975);
- Морфін (вистава) (М. Вінценте Газа, Гюлріз Сурі; Театр Енгіна Цецара, 1974);
- Пастка (Люсіль Флетчер, Гюлріз Сурі;Театр Енгіна Цецара, 1973);
- Весільний папір (Єфрем Кішон, Гюлріз Сурі; Театр Енгіна Цецара, 1972);
- Так Так Так (Альфонсо Пассо, Гюлріз Сурі; Театр Енгіна Цецара, 1972);
- Ми, жінки (Отто Лек Фішер, Гюлріз Сурі; Театр Енгіна Цецара, 1972);
- Сонце заходить (Френк Гілрой, Гюлріз Сурі; Театр Енгіна Цецара, 1971);
- Цикада (Альфонсо Пассо, Гюлріз Сурурі; Театр Енгіна Цецара, 1971).

## Фільмографія
- Кімната глухих (2006);
- Поки Абдулхаміт падає (2002) Сказав Паша;
- Хізір бей (2000);
- Тротуарний горобець (1989);
- Кесанлі Алі Епік (1988);
- Зовнішній вигляд містера алкоголю (1981).